# Амосово (Порховский район)
Амосово — деревня в Порховском районе Псковской области России. Входит в состав сельского поселения «Верхнемостская волость».
Расположена на северо-западе волости, в 56 км к юго-западу от города Порхова и в 5 км к северу от волостного центра Верхний Мост.
Численность населения деревни на конец 2000 года составляла 12 человек.